# Lisa Post
Lisa Post (* 27. Januar 1999 in Veldhoven) ist eine niederländische Hockeyspielerin. 2023 wurde sie Europameisterin und 2024 Olympiasiegerin.

## Sportliche Karriere
Die Verteidigerin siegte 2017 mit der niederländischen Juniorinnen-Auswahl bei der Junioreneuropameisterschaft, 2019 wurden die Niederländerinnen Zweite hinter den Spanierinnen.
Im Februar 2019 debütierte Post in der Nationalmannschaft und bestritt 53 Länderspiele, in denen sie kein Tor erzielte.(Stand 9. August 2024) Neben den 39 Länderspielen war sie auch bei zehn Hallenländerspielen dabei. Sie wurde dabei sowohl bei der Halleneuropameisterschaft 2018 als auch bei der Halleneuropameisterschaft 2020 Zweite.
Bei der Weltmeisterschaft 2022 in Amstelveen und Terrassa gehörte Post zum Kader, wurde aber nicht eingesetzt. Im Jahr darauf gewannen die Niederländerinnen bei der Europameisterschaft 2023 in Mönchengladbach alle fünf Spiele. Nach einem 7:0-Halbfinalsieg gegen die Engländerinnen bezwang die Mannschaft im Finale die Belgierinnen mit 3:1. Post wirkte in allen fünf Spielen mit.
Im August 2024 bei den Olympischen Spielen in Paris besiegten die Niederländerinnen im Viertelfinale die Britinnen mit 3:1. Nach einem 3:0-Sieg im Halbfinale gegen die Argentinierinnen gewannen die Niederländerinnen im Endspiel gegen die Chinesinnen im Shootout, nachdem es am Ende der regulären Spielzeit 1:1 gestanden hatte. Lisa Post war in allen acht Spielen dabei.
Lisa Post begann beim Eindhovense Mixed Hockey Club und war dann bei Hockeyclub Oranje-Rood. Seit 2022 spielt sie beim Stichtse Cricket en Hockey Club.